# 1072 Malva
För andra betydelser, se Malva (olika betydelser).
1072 Malva eller 1926 TA är en asteroid i huvudbältet, som upptäcktes 4 oktober 1926 av den tyske astronomen Karl Wilhelm Reinmuth i Heidelberg. Den har fått sitt namn efter det vetenskapliga namnet på Malvasläktet.
Asteroiden har en diameter på ungefär 26 kilometer.